# Viktor Mlejnek
Viktor Mlejnek (7. prosince 1880, Ratíškovice – 7. července 1969, David City) byl český římskokatolický kněz působící mezi americkými Čechy v lincolnské diecézi a papežský prelát.

## Život
Narodil se jako sedmé ze 14 dětí Františka Mlejnka, chalupníka a později hlídače v rohateckém cukrovaru, a jeho manželky Anežky rozené Čajkovské. Vystudoval gymnázium ve Strážnici a vstoupil do brněnského kněžského semináře, v němž strávil tři roky. V roce 1908 odjel do Spojených států amerických a v Baltimoru dokončil svá teologická studia. Po kněžském svěcení, které přijal 2. června 1910, působil až do srpna 1914 v Plasi. Na podzim 1915 se stal farářem v Touhy a v září 1919 byl přeložen do Abie, kde provedl parkovou úpravu okolí tamějšího kostela sv. Petra a Pavla, nechal přestavět faru, zakoupil farní dům a založil katolickou sokolskou jednotu.
Dne 19. května 1932 jej papež Pius XI. jmenoval tajným komořím Jeho Svatosti a dne 1. července 1935 papežským prelátem. Od října 1932 do roku 1946 byl Viktor Mlejnek farářem ve Westonu. V roce 1934 koupil pozemek před tamním kostelem sv. Jana Nepomuckého a daroval jej farnosti a během jeho westonského působení došlo také k pořízení budovy, která byla přeměněna na farní dům. Ve stáří žil v David City, pochován byl na Kalvárském hřbitově v Lincolnu.